# Salzdahlumer Hügelland

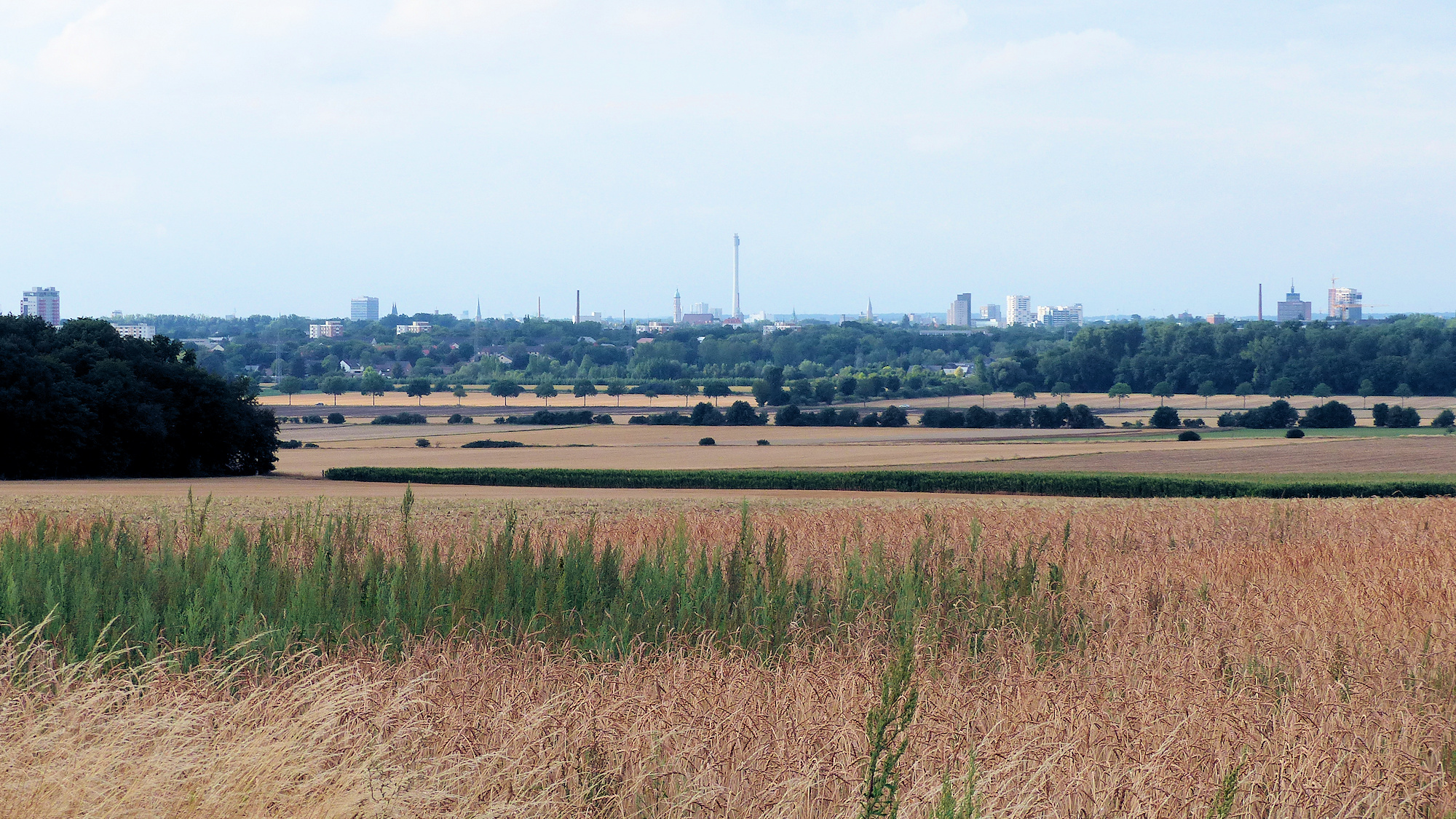
Blick vom Heinebecksberg bei Salzdahlum auf den Braunschweiger Bereich des Salzdahlumer Hügellands

Das Salzdahlumer Hügelland ist ein lößbedeckter, hügeliger Landschaftsteil in den niedersächsischen  Städten Wolfenbüttel und Braunschweig mit einer Ausdehnung von etwa elf Kilometern in Nord-Süd- und sechs in West-Ost-Richtung.

## Beschreibung

### Lage und Naturräume
Das Gebiet erstreckt sich östlich der Oker entlang der folgenden geographischen Punkte, beginnend im Nordwesten im Uhrzeigersinn:
Braunschweiger Innenstadt (etwa John–F.–Kennedy–Platz), ostwärts Helmstedter Straße bis Rautheim, nach Süden entlang der Wabe bis zum namensgebenden Salzdahlum und weiter nach Apelnstedt, entlang der Glue Riede nach Südwesten/Westen und dem Altenautal bis Wendessen und Wolfenbüttel-Linden, von dort nach Norden entlang dem Okertal durch die Ortschaften Stöckheim und Melverode bis zur Braunschweiger Innenstadt.
Die Täler der Gewässer Oker und Wabe bilden eigene Naturräume: Im Westen das Börßum-Braunschweiger Okertal (512.03) und im Osten die Wabeniederung (512.06). Im Süden begrenzt das Tal der Altenau das Gebiet zum Ösel (512.04), der ebenfalls zu den Okerrandhöhen (512.0) zählt. Im Südosten schließt sich das Asse-Elm-Hügelland (512.1) mit der Schöppenstedter Mulde (512.13), der Remlinger Mulde (512.10) und der Asse (512.11) an. Beide Naturräume sind Bestandteil des Ostbraunschweigischen Hügellands. Im Norden verläuft nicht nur die Grenze zum Weddeler Hügelland sondern auch die zwischen den Lößbörden im Süden und der Geest-Landschaft im Norden, hier zum Weser-Aller-Flachland.
Der Naturraum fällt an den Rändern bis auf eine Höhe von unter 80 m ü. NHN ab, liegt im Mittel bei etwa 90 bis 100 m und erreicht bei der Roten Schanze südöstlich der Wolfenbütteler Kernstadt 138 m. Weitere Erhebungen ragen deutlich über 120 m hervor wie beispielsweise der Heinebecksberg bei Salzdahlum mit 123 m oder die Höhe beim Exer in Wolfenbüttel mit 133 m.

### Geologie
Das gesamte Gebiet mit Ausnahme der städtischen Besiedlung ist überwiegend mit Löß-Schichten aus Schwarzerde bedeckt und entsprechend fruchtbarer Ackerboden. Am westlichen Rand, der Niederterrasse der Oker, bestimmen Ablagerungen der Weichsel-Kaltzeit und der Saale-Kaltzeit die Bodenbeschaffenheit. Diese werden unterbrochen von den sichtbaren Schichten der Unterkreide am Schiefer Berg zwischen Braunschweig und Wolfenbüttel. Weitere Kreide-Formationen gibt es rund um Salzdahlum und in Wolfenbüttel-Linden sowie bei letzterem Ort und bei Apelnstedt ein kleines Gebiet der Unterjura. Am östlichen Rand zur Wabe hin tritt wiederum Kreide an die Oberfläche. In Salzdahlum tritt eine Solequelle aus, die in die Wabe entwässert und in früheren Zeiten bedeutend war.

## Bedeutung
Außerhalb der städtischen Ballungsräume wird das Hügelland intensiv landwirtschaftlich u. a. zum Anbau von Zuckerrüben und Weizen genutzt. In der ansonsten waldlosen Landschaft gibt es zwei größere Waldgebiete: Das auch teilweise als Naturschutzgebiet Mascheroder- und Rautheimer Holz ausgewiesene Gebiet rund um Mascherode mit dem Niederdahlumer Holz sowie der zusammenhängende Wald Stöckheimer Forst, Oberdahlumer Forst und Lechlumer Holz.
Das Hügelland wurde bis 1971 durch die Bahnstrecke der Braunschweig-Schöninger Eisenbahn mit Haltepunkten in Rautheim, Salzdahlum, Hötzum, Ahlum und Wendessen erschlossen, auch „Zucker- und Salzbahn“ genannt.
Urbane Räume werden in der Systematik des BfN als „Verdichtungsraum“ erfasst, das Gebiet der Städte Braunschweig und Wolfenbüttel als „Braunschweig“ mit der Nr. 115.